# Jimmy Johnson
Jimmy Johnson (født 7. juni 1956 i Minneapolis, Minnesota, USA) er en amerikansk bassist.
Johnson spiller i alle genrer, men er nok mest kendt i fusionsmusik sammenhænge. Han er en meget benyttet session bassist. Johnson har spillet og indspillet med Allan Holdsworth´s grupper, Vinnie Colaiuta, Steve Gadd band, James Taylor, Michael Landau, Albert Lee, Stan Getz, Gary Husband, Simon Phillips, Dominic Miller, Elton John, Lee Ritenour, Ernie Watts, Chad Wackerman, Madonna, Rod Stewart, Ray Charles, Al Jarreau, Peter Cetera etc. Han kom til Los Angeles i 1979 og blev hurtigt en meget benyttet studiemusiker. Johnson var også en af de første til at udvikle og spille på den 5-strengede basguitar.

## Udvalgt Diskografi
- Musician (1985) - med Ernie Watts
- Metal Fatique (1985) - med Allan Holdsworth
- Atavachron (1986) - med Allan Holdsworth
- Sand (1987) - med Allan Holdsworth
- Secrets (1989) - med Allan Holdsworth
- Wardenclyffe Tower (1992) - med Allan Holdsworth
- All Night Wrong (2002) - med Allan Holdsworth
- Then! (2004)- med Allan Holdsworth
- Against The Clock (2005) - med Allan Holdsworth
- Live in Japan 1984 udgivet (2018) - med Allan Holdsworth
- Cuba (1986) - med Karizma
- Porcupine (1989) - med Porcupine
- Tales from the Bulge (1990) - med Michael Landau
- Gagged But Not Bound (1987) - med Albert Lee
- Fuzzy (2007) - med OZ Noy
- Forty Reasons (1991) - med Chad Wackerman
- Now Moon Shine (1991) - med James Taylor
- Symbiosis (1995) - med Simon Phillips
- Apasionado (1990) - med Stan Getz
- Gadditude (2013) - med Steve Gadd Band
- 70 Strong (2015) - med Steve Gadd band
- Way Back Home: Live from Rochester, NY (2016) - med Steve Gadd Band
- Steve Gadd Band (2018) - med Steve Gadd Band
- Dirty & Beautiful, Vol. 1 (2010) -med Gary Husband
- Dirty & Beautiful, Volume 2 (2011) - med Gary Husband
- 5th House (2010) - med Dominic Miller

## Eksterne Henvisninger
- om Jimmy Johnson Arkiveret 31. januar 2022 hos  Wayback Machine